# Арко Сант'Антонио Норд (Напуљ)
Арко Сант'Антонио Норд је насеље у Италији у округу Напуљ, региону Кампанија.
Према процени из 2011. у насељу је живело 141 становника. Насеље се налази на надморској висини од 79 м.